# エコー (音響機器)
エコー (Echo)とは、山彦のように音を響かせる効果をだすエフェクターの一種。
カラオケでは、ボーカルでリバーブの代用として使われる。

## 概要
1960年代は、テープで録音した音を時間差で再生して、その持続時間や音量や回数で反響効果を出す「テープエコー」や、実際に反響音を得るための部屋を利用する「ルームエコー」が主体であったため、持ち運びが困難であった。その後、ディスクなどの反響を利用したエコーチェンバーや、リバーブレーターや、それらを小型化した（主にギター専用の）エフェクターが開発され、1970年代以降、一般向けに量産された。
エコー（反響音。跳ね返ってきた音で、持続時間や回数や強弱は操作可能。）やリバーブ（主として残響音を作る機器。初期反響音の操作の出来る機種もあるが、様々な残響音のシミュレートをする機器。）は、初期においては、かけすぎると原音の音像をぼかし、場合によっては実音をかき消してしまう場合もあり、逆に弱すぎると十分な効果の聞き取れない機種も多かった。
持続時間を延ばすと音の劣化も激しく増々音像もぼやけるため、比較的扱いづらかった。
そのためか、アナログ・ディレイが出はじめると一斉にギタリストはそれをメインに使い出したが、使用法によっては、音質の変化がみられた。
さらに、様々な使用法が可能となったデジタル・ディレイが安価になってからは多くのギタリストが飛びつき、以前の製品を使う者も徐々に減り、一時期はエコーマシン（エコーチェンバー）にとって代わってしまい、「リバーブ」などもせいぜい、補助的に使う程度に変わっていった。
ただし、「テープエコー」は、機能的にいってもルームエコーと同じ「実際に反響させるエコー」や「残響音として分類されるリバーブ」として分類すべきなのかは疑問がある。テープという性格からして原音より音が劣化したとしても、「一度原音を録音した後に音を遅延させて再生する」という機能からすると、（アナログ）ディレイに近い。「リバーブ」はカラオケ機器の「エコー」の効果に近く、カラオケ用のマイクに至っては「エコー」内蔵のものもある。ギターアンプなどにも「リバーブ」が内蔵されている場合も多い。現在もデジタル・リバーブなどは販売され続けている。ディレイ同様、音の遠近感を出したり残響のシミュレートをしたりする上で、高価な機種は欠かせないものとなっている。一方で、デジタルでは出せない自然な反響音の効果という面で、テープエコー支持者も多い。

## デジタルエコー
1970年から電子回路を利用して作られたデジタルエコーが使われるようになった。
仕組みとしては、原音をディレイ回路で遅延させ、再び入力にフィードバック（実際は発振防止のため減衰させ、ローパスフィルタをかけている）させたものを出力している。
初期にはバケットブリゲードデバイス（BBD）でディレイ回路を作って実装していたが、のちにデジタルエコーに特化したICが普及した（三菱電機（現 ルネサスエレクトロニクス）M65850、東芝 TC9488 など）。なお1つの回路で複数のエフェクトを実現させるために、マイクロコントローラを使って実装する場合もある。
なおエコーとリバーブは得られる効果は似てはいるが、仕組みからして全く異なるものである。
リバーブは直接音（原音）・初期反射音・残響音の3つの部分から成り立っており、初期反射音はマルチタップディレイで生成、残響音はコムフィルタとオールパスフィルタを組み合わせたもので生成されたものを、直接音とミックスして出力している。